# Mário Cilião de Araújo
Mário Cilião de Araújo (Londrina, 21 de maio de 1934) é um jornalista, advogado e político brasileiro.

## Vida
Filho de José Cilião de Araújo e de Pucina Leite Araújo.

## Carreira
Foi deputado à Assembleia Legislativa de Santa Catarina na 9ª legislatura (1979 — 1983), eleito pela Aliança Renovadora Nacional (ARENA).